# هالی خوابید
هالی خوابید یا هالی روی زمین دراز کشیده بود (به انگلیسی: Holly Slept Over) فیلمی محصول سال ۲۰۲۰ و به کارگردانی جاشوا فریدلندر است. در این فیلم بازیگرانی همچون جاش لاوسون، ناتالی امانوئل، بریت لاور، ارین هیز و ران لیوینگستون ایفای نقش کرده‌اند.